# W-League (Australia) 2015-16
La W-League 2015-16 fue la octava edición de la W-League, la máxima categoría del fútbol femenino en Australia. Participaron 9 equipos en doce jornadas y una fase final de eliminatorias a la que clasificaron los 4 primeros equipos de la temporada regular.
El recién llegado a la liga Melbourne City ganó la fase regular y el campeonato, ganando todos sus 14 partidos.

## Equipos
| Equipo                   | Ciudad    | Estadio                                                             | Capacidad    |
| ------------------------ | --------- | ------------------------------------------------------------------- | ------------ |
| Adelaide United          | Adelaida  | Adelaide Shores Football Centre Coopers Stadium                     | 1.000 16.500 |
| Brisbane Roar            | Brisbane  | Perry Park Suncorp Stadium                                          | 5.000 52.500 |
| Canberra United FC       | Canberra  | McKellar Park                                                       | 3.500        |
| Melbourne City           | Melbourne | CB Smith Reserve AAMI Park                                          | 2.000 30.050 |
| Melbourne Victory        | Melbourne | Kingston Heath Soccer Complex John Ilhan Memorial Reserve AAMI Park | 5.000 30.050 |
| Newcastle Jets           | Newcastle | Magic Park Hunter Stadium                                           | 3.500 33.000 |
| Perth Glory              | Perth     | Ashfield Reserve                                                    | 2.000        |
| Sydney FC                | Sídney    | Lambert Park                                                        | 7.000        |
| Western Sydney Wanderers | Sídney    | Marconi Stadium Popondetta Park                                     | 11.500 2.500 |

## Clasificación
| Pos. | Equipo                   | Pts. | PJ | G  | E | P | GF | GC | Dif. | Clasificación   |
| ---- | ------------------------ | ---- | -- | -- | - | - | -- | -- | ---- | --------------- |
| 1    | Melbourne City (T) (C)   | 36   | 12 | 12 | 0 | 0 | 38 | 4  | +34  | Campeón T. Reg. |
| 2    | Canberra United          | 26   | 12 | 8  | 2 | 2 | 26 | 8  | +18  | Eliminatorias   |
| 3    | Sydney FC                | 19   | 12 | 6  | 1 | 5 | 15 | 21 | −6   | Eliminatorias   |
| 4    | Brisbane Roar            | 16   | 12 | 5  | 1 | 6 | 16 | 17 | −1   | Eliminatorias   |
| 5    | Adelaide United          | 13   | 12 | 3  | 4 | 5 | 18 | 19 | −1   |                 |
| 6    | Newcastle Jets           | 13   | 12 | 3  | 4 | 5 | 9  | 12 | −3   |                 |
| 7    | Western Sydney Wanderers | 12   | 12 | 3  | 3 | 6 | 15 | 25 | −10  |                 |
| 8    | Perth Glory              | 11   | 12 | 3  | 2 | 7 | 10 | 23 | −13  |                 |
| 9    | Melbourne Victory        | 7    | 12 | 2  | 1 | 9 | 10 | 28 | −18  |                 |

 Fuente: Soccerway
(T) Campeón del Torneo Regular.

(C) Campeón de la temporada.

## Eliminatorias
Los cuatro primeros equipos de la temporada regular compiten por el título del campeonato.
|  | Semifinales | Semifinales        | Semifinales |           |   | Grand Final    | Grand Final | Grand Final |  |
|  |             |                    |             |           |   |                |             |             |  |
|  |             |                    |             |           |   |                |             |             |  |
|  | 1           | Melbourne City     | 0 (5)       |           |   |                |             |             |  |
|  | 1           | Melbourne City     | 0 (5)       |           |   |                |             |             |  |
|  | 4           | Brisbane Roar      | 0 (4)       |           |   |                |             |             |  |
|  | 4           | Brisbane Roar      | 0 (4)       |           | 1 | Melbourne City | 4           |             |  |
|  |             |                    |             |           | 1 | Melbourne City | 4           |             |  |
|  |             |                    | 2           | Sydney FC | 1 |                |             |             |  |
|  | 2           | Canberra United FC | 2           | Sydney FC | 1 | 0              |             |             |  |
|  | 2           | Canberra United FC |             |           |   | 0              |             |             |  |
|  | 3           | Sydney FC          | 1           |           |   |                |             |             |  |
|  | 3           | Sydney FC          | 1           |           |   |                |             |             |  |
|  |             |                    |             |           |   |                |             |             |  |

| Campeón        |
| Melbourne City |
| 1.° título     |